# Exostose du surfeur
 Mise en garde médicale
L'exostose du surfeur ou oreille de surfeur est une exostose, c'est-à-dire une croissance osseuse anormale, qui pousse vers l'intérieur du conduit auditif. L'os entourant le conduit auditif réagit à l'agression thermique et mécanique de l'eau froide et de ses turbulences, par une nouvelle croissance osseuse qui a pour effet de resserrer le conduit auditif.
Ce phénomène affecte les surfeurs mais aussi les plongeurs, les kayakistes, les triathlètes ou autres amateurs de sports aquatiques en plein air.

## Généralités
La plupart des surfeurs assidus présentent des excroissances mineures ne causant généralement pas de problème. Le développement de l'exostose étant progressif, il est prudent de prendre des mesures préventives suffisamment tôt et à chaque sortie. Les surfeurs en eaux chaudes sont également exposés au risque d'exostose en raison du refroidissement provoqué par l'évaporation de l'eau présente dans le conduit auditif sous l'effet du vent.
Du fait de la réduction du diamètre du conduit auditif, l'eau et le cérumen peuvent rester piégés entre la masse osseuse et le tympan et provoquer ainsi une infection comme une otite externe, particulièrement douloureuse.
L'oreille de surfeur est sans rapport avec l'otite externe du nageur (par contre l'exostose peut avoir une otite externe comme effet secondaire).

## Signes et symptômes
En général, l'exostose touche d'abord l'oreille exposée à la vague ou au vent dominant. Les principaux symptômes sont :
- diminution de l'audition, temporaire ou permanente ;
- prévalence accrue des otites, douloureuses ;
- sensation d’oreille bouchée causée par la difficulté à vider le conduit auditif.

Le contact de l’os avec le tympan peut provoquer des acouphènes. Si rien n'est fait, les excroissances osseuses peuvent conduire à une obturation du conduit auditif et à une perte d'audition.

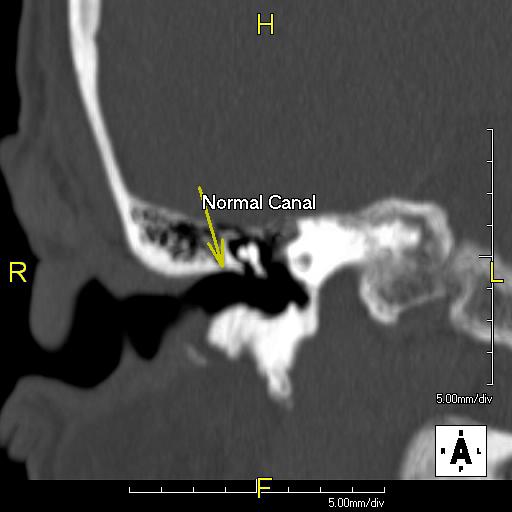
Conduit auditif normal
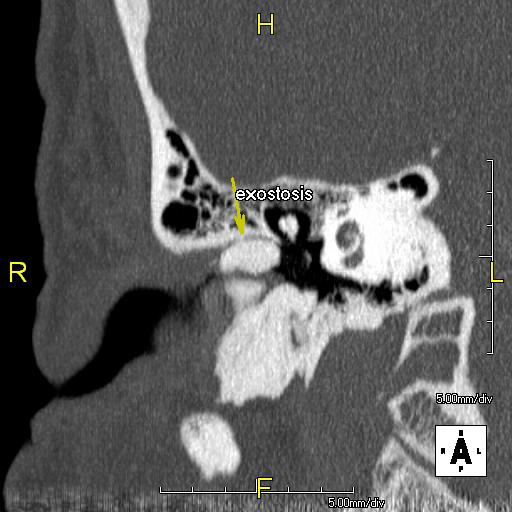
Conduit auditif avec exostose

## Prévention
La généralisation de l'utilisation des combinaisons a permis la pratique du surf dans des eaux beaucoup plus froides, ce qui a augmenté l'incidence et la gravité des exostoses chez les personnes ne prenant pas de précaution.
Les principales mesures recommandées sont les suivantes :
- éviter les activités par temps particulièrement froid ou venteux ;
- garder le conduit auditif aussi chaud et sec que possible en utilisant :
  - des bouchons d'oreille,
  - une capuche de combinaison,
  - un bonnet de bain,
  - un casque de plongée.

## Traitement
Le traitement de l'exostose est chirurgical, de préférence avant une obstruction avancée. L’intervention, délicate et pouvant laisser des séquelles (perte d'audition, acouphènes…) s'effectue sous anesthésie générale. L'abrasion de l'os s'effectue soit par le conduit auditif soit en faisant une incision derrière le pavillon de l'oreille. La préservation de la peau interne du conduit est déterminante pour la restauration d'une couverture cutanée optimale après l'opération.
En cas d’atteinte bilatérale, on attend généralement la guérison de la première oreille avant d’intervenir sur la seconde.
Certains médecins préfèrent maintenant utiliser des ciseaux de 1 millimètre pour retirer l'os obstruant en entrant simplement par le conduit auditif. Cette technique améliore la préservation de la peau. Elle peut, dans certains cas, être réalisée sous sédation avec anesthésie locale.
Ensuite, il est extrêmement important de ne pas exposer le conduit auditif à l'eau afin de minimiser les risques d'infection ou de complications. Selon l'état initial et la technique utilisée, la cicatrisation peut demander plusieurs semaines à plusieurs mois.